# Неделица
Неделица (словен. Nedelica, мађ. Zorkóháza) је насељено место у општини Турнишче, Помурска регија, Словенија.

## Историја
До територијалне реорганизације у Словенији била је у саставу старе општине Лендава.

## Становништво
У попису становништва из 2011. године, Неделица је имала 576 становника.
| Број становника према пописима | Број становника према пописима | Број становника према пописима |
| ------------------------------ | ------------------------------ | ------------------------------ |
| 1991                           | 2002                           | 2011                           |
| 641                            | 579                            | 576                            |

Напомена: Године 1996. умањено за део насеља који је припојен насељу Турнишче.